# Susceptans
Susceptans är inom elektroteknik en storhet som beskriver den reaktiva ledningsförmågan i ett elektriskt system. Den betecknas med B där imaginärdelen av admittansen är impedans (Z = R + jX) och den reella delen är konduktans (G). Den imaginära delen är reaktans (X) och den reella delen är resistans (R). SI-enheten för susceptans är siemens (S) och kan bland annat beräknas genom
{\displaystyle B={\frac {-X}{R^{2}+X^{2}}}}

## Ursprung
Termen myntades av C.P. Steinmetz i en rapport från 1894.
I vissa källor ges Oliver Heaviside äran av att ha myntat termen, eller för att ha introducerat konceptet under namnet permitans. Detta påstående är felaktigt enligt Steinmetz biograf. Termen susceptans förekommer inte någonstans i Heavisides samlade verk, och Heaviside använde termen permittans för att ange kapacitans, inte susceptans.

## Formel
Den allmänna ekvationen som definierar tillträde ges av
{\displaystyle Y=G+jB\,}
där
- Y är komplexet admittans, mätt i siemens
- G är den verkliga konduktans, mätt i siemens;
- j är imaginär enhet (det vill säga j2 = −1 och
- B är den verkliga susceptansen, mätt i siemens.

Admittansen (Y) är den reciproka of the impedansen (Z), om impedansen inte är noll:
{\displaystyle Y={\frac {1}{Z}}={\frac {1}{\,R+jX\,}}=\left({\frac {1}{\,R+jX\,}}\right)\left({\frac {\,R-jX\,}{\,R-jX\,}}\right)=\left({\frac {R}{\;R^{2}+X^{2}}}\right)+j\left({\frac {-X\;\;}{\;R^{2}+X^{2}}}\right)\,}
och
{\displaystyle B\equiv \operatorname {\mathcal {I_{m}}} \{\,Y\,\}={\frac {-X\;}{\;R^{2}+X^{2}}}={\frac {-X~\;}{~\;\left|Z\right|^{2}\,}}~,}
där
- {\displaystyle Z=R+jX\,;}
- Z är den komplexa impedansen, mätt i ohm;
- R är den verkliga resistansen, mätt i ohm och
- X är den verkliga reaktansen, mätt i ohm.

Suspectansen {\displaystyle B} är den imaginära delen av admittansen {\displaystyle Y~.}
Storleken på admittansen ges av
{\displaystyle \left|Y\right|={\sqrt {G^{2}+B^{2}\;}}~.}
Och liknande formler omvandlar admittans till impedans och därav susceptans (B) till reaktans (X):
{\displaystyle Z={\frac {1}{Y}}={\frac {1}{G+jB}}=\left({\frac {G}{\;G^{2}+B^{2}}}\right)+j\left({\frac {-B\;\;}{\;G^{2}+B^{2}}}\right)~.}
som ger
{\displaystyle X\equiv \operatorname {\mathcal {I_{m}}} \{\,Z\,\}={\frac {\,-B\;~}{\;G^{2}+B^{2}}}={\frac {\,-B~\;}{~\;\left|Y\right|^{2}\,}}~.}
Reaktansen och susceptansen är endast reciproka i frånvaro av antingen motstånd eller konduktans (endast om antingen R = 0 eller G = 0, vilket innebär det andra, så länge som Z ≠ 0, eller motsvarandeY ≠ 0).

## Förhållande till kapacitans
I elektroniska och halvledarenheter innehåller transient eller frekvensberoende ström mellan terminaler både lednings- och förskjutningskomponenter. Ledningsström är relaterad till rörliga laddningsbärare (elektroner, hål, joner, etc.), medan förskjutningsström orsakas av tidsvarierande elektriska fält. Bärartransport påverkas av elektriska fält och av ett antal fysiska fenomen, såsom bärardrift och diffusion, infångning, injektion, kontaktrelaterade effekter och stötjonisering. Som ett resultat är enhetsadmittans frekvensberoende, och den enkla elektrostatiska formeln för kapacitans, {\displaystyle C={\frac {q}{V}}~,} är inte tillämplig.
En mer allmän definition av kapacitans, som omfattar elektrostatisk formel, är:
{\displaystyle C={\frac {~\operatorname {\mathcal {I_{m}}} \{\,Y\,\}~}{\omega }}={\frac {B}{~\omega ~}}~,}
där Y {\displaystyle Y} är enhetens admittans, och {\displaystyle B} är susceptansen, båda utvärderade vid den aktuella vinkelfrekvensen, och {\displaystyle \omega } är vinkelfrekvensen. Det är vanligt att elektriska komponenter har något reducerade kapacitanser vid extrema frekvenser, på grund av lätt induktans hos de interna ledarna som används för att tillverka kondensatorer (inte bara ledningarna), och permittivitetsförändringar i isoleringsmaterial med frekvens C är mycket nära, men inte riktigt konstant.

## Förhållande till reaktans
Reaktans definieras som den imaginära delen av elektrisk impedans och är analog med men generellt sett inte lika med den negativa reciproka av susceptansen - det vill säga deras reciproka är lika och motsatta endast i det speciella fallet där de reella delarna försvinner (antingen noll resistans eller noll konduktans). I det speciella fallet med helt noll admittans eller exakt noll impedans, är relationerna belastade av oändligheter.
För rent reaktiva impedanser (som är rent susceptiva admittanser) är emellertid susceptansen lika med reaktansens negativa reciproka, utom när endera är noll.
I mathematisk form:
{\displaystyle \forall ~Z\neq 0~\Leftrightarrow ~Y\neq 0\quad \Longrightarrow \quad G=0\Leftrightarrow R=0\quad \iff \quad B=-{\frac {1}{\,X\,}}~.}
Minustecknet finns inte i förhållandet mellan elektriskt motstånd och konduktansanalogen
{\displaystyle ~G\equiv \operatorname {\mathcal {R_{e}}} \{\,Y\,\}~,} men annars gäller ett liknande förhållande för specialfallet med reaktansfri impedans (eller susceptansfri admittans):
{\displaystyle \forall ~Z\neq 0~\Leftrightarrow ~Y\neq 0\quad \Longrightarrow \quad B=0\Leftrightarrow X=0\quad \iff \quad G=+{\frac {1}{\,R\,}}}
Om den tänkta enheten ingår får vi
{\displaystyle jB={\frac {1}{\,jX\,}}~,}
för det motståndsfria fallet eftersom,
{\displaystyle {\frac {1}{\,j\,}}=-j~.}

## Tillämpning
Material med hög känslighet används i susceptorer inbyggda i mikrovågsbara livsmedelsförpackningar för deras förmåga att omvandla mikrovågsstrålning till värme.